# ターピー川
ターピー川（タイ語: แม่น้ำตาปี）は、タイ南部を流れる、南部における最長の川である。ナコーンシータンマラート山脈の一部であるルワン山（カオ・ルワン国立公園）を水源に持ち、北に流れバーンドーン湾に至る。
支流の一つにプムドゥワン川がありスラートターニー県プンピン郡で合流する。
1915年バーンドーン郡がインドのスーラトにちなんでスラートターニーと改称されたすぐあと、同じくインドのタピ川にちなんで改称された。
1975年、キエンサー郡にある29.6km²の沼地がノーントゥントーン禁猟区に指定された。